# Кунилово (городской округ Шаховская)
Куни́лово — деревня в городском округе Шаховская Московской области.

## Название
Первоначально — деревня Кунилова.

## География
Деревня расположена в западной части округа, примерно в 9 км к западу от райцентра Шаховская, на безымянном ручье, левом притоке реки Дёржи, высота центра над уровнем моря 231 м. Ближайший населённый пункт — Волочаново в 2,5 км на запад.

## История
В 1769 году Кунилова — деревня Хованского стана Волоколамского уезда Московской губернии в составе владения княгини Екатерины Романовны Дашковой. В деревне было 25 дворов и 70 душ.
В середине XIX века деревня Кунилово относилась к 1-му стану Волоколамского уезда и принадлежала Александру Михайловичу Безобразову. В деревне было 35 дворов, крестьян 114 душ мужского пола и 100 души женского.
В «Списке населённых мест» 1862 года — владельческая деревня 1-го стана Волоколамского уезда Московской губернии по Московскому тракту, шедшему от границы Зубцовского уезда на город Волоколамск, в 37 верстах от уездного города, при колодцах, с 34 дворами и 203 жителями (104 мужчины, 99 женщин).
По данным на 1890 год входила в состав Муриковской волости, число душ мужского пола составляло 102 человека.

Постановлением президиума Моссовета от 24 марта 1924 года Муриковская волость была включена в состав Судисловской волости.
По материалам Всесоюзной переписи населения 1926 года — деревня Муриковского сельсовета, проживало 249 человек (119 мужчин, 130 женщин), насчитывалось 47 крестьянских хозяйств.
С 1929 года — населённый пункт в составе Шаховского района Московской области.
1994—2006 гг. — деревня Волочановского сельского округа Шаховского района.
2006—2015 гг. — деревня сельского поселения Степаньковское Шаховского района.
2015 г. — н. в. — деревня городского округа Шаховская Московской области.

## Население
| 1859 | 1926 | 2002 | 2006 | 2010 |
| ---- | ---- | ---- | ---- | ---- |
| 203  | ↗249 | ↘9   | ↘1   | ↘0   |

## Инфраструктура
Личное подсобное хозяйство с зоной сельскохозяйственного использования, индивидуальная застройка усадебного типа.
В 1913 году — 44 двора.

## Транспорт
Деревня доступна автотранспортом.